# Emem Isong
Emem Isong (sinh ngày 5 tháng 9) là tên của một nhà sản xuất phim, đạo diễn, biên kịch người Nigeria.

## Lí lịch
Bà sinh ra ở bang Akwa Ibom, là người con đầu tiên trong một gia đình 4 người con. Bà vào trường đại học Calabar và nhận được bằng cử nhân về nghệ thuật diễn xuất. Ngoài ra bà còn nhận được bằng về ngành khoa học máy tính tại học viện khoa học tin học.

## Sự nghiệp
Sự nghiệp làm phim của Emem Isong bắt đầu từ năm 1994 khi bà viết kịch bản và đồng sản xuất trong bộ phim Jezebei. Và bà bắt đầu sản xuất một mình vào năm 1996 trong bộ phim Breaking Point. Tiếp đến, bà làm việc với Remmy Jez trong 8 năm với vai trò là nhà sản xuất trong bộ phim của ông ấy. Năm 2008, mối quan hệ của 2 người kết thúc và cũng vào năm này, bà đồng sản xuất một bộ phim tên là Reloaded.
Đến nay, những sản phẩm mà bà đã sản xuất hay viết kịch bản tên là: Reloaded, Breaking Point, She Devil, A Minute To Midnight, Play Boy, Private Sin, Master Stroke, Rumours, Shattered Illusion, Promise Me Forever và Emotional Crack (2003) (kịch bản). Bên cạnh đó, bà được nhiều người biết đến trong hình ảnh phim Yoruba và là một nhân vật quan trọng trong Nollywood (nền công nghiệp điện ảnh của Nigeria).
Vào năm 2014, bà làm đạo diễn lần đầu tiên trong một bộ phim tên là Champagne và được công chiếu lần đầu tại Silverbird Galleria ở đảo Victoria, bang Lagos. Tháng 8 năm 2015, bà phát hành bộ phim tên là Code of Silence. Nó liên quan đến vấn đề hãm hiếp ở Nigeria.

## Đời tư
Emem Isong là người rất kín tiếng nên bà thường không xuất hiện trước công chúng và hiếm khi tham gia các buổi phỏng vấn. Theo bà là vì bà không muốn cuộc sống riêng tư của bà ảnh hưởng đến những khán giả của bà. Như được biết thì bà đã kết hôn với ông Misodi Akama và sinh ra một cặp song sinh vào năm 2016. Ngoài ra, bà còn có một người con trai nữa từ mối quan hệ trước.

## Phim ảnh
Dưới đây là những bộ phim mà có sự tham gia của bà:

### Với vai trò nhà sản xuất
| Tên phim                  | Năm phát hành |
| ------------------------- | ------------- |
| Ayamma                    | 2016          |
| Don't Cry For Me          | 2015          |
| Apaye                     | 2014          |
| Knocking on Heaven's Door | 2014          |
| Forgetting June           | 2013          |
| Silver Lining             | 2012          |
| I'll Take My Chances      | 2011          |
| Kiss and Tell             | 2010          |
| Bursting Out              | 2010          |
| Holding Hope              | 2010          |
| Memories of War           | 2010          |
| Edikan                    | 2009          |
| Reloaded                  | 2008          |
| A Time To Love            | 2007          |
| Unfinished Business       | 2007          |
| Yahoo Millionaire         | 2007          |
| Games Men Play            | 2006          |
| Traumatised               | 2006          |
| Behind Closed Doors       | 2005          |
| Darkest Night             | 2005          |
| Endless Lies              | 2005          |
| Games Women Play          | 2005          |
| Girls in the Hood         | 2005          |
| I Feel U                  | 2005          |
| Men Do Cry                | 2005          |
| Critical Decision         | 2004          |
| For Real                  | 2004          |
| Masterstroke              | 2004          |
| Promise Me Forever        | 2004          |
| Private Sin               | 2003          |
| Breaking Point            | 1996          |
| Jezebel                   | 1994          |

### Với vai trò biên kịch
| Tên phim             | Năm phát hành |
| -------------------- | ------------- |
| I'll Take My Chances | 2011          |
| Bursting Out         | 2008          |
| Heartbeats           | 2008          |
| Reloaded             | 2008          |
| A Time to Love       | 2007          |
| Unfinished Business  | 2007          |
| Yahoo Millionaire    | 2007          |
| Games Men Play       | 2006          |
| Blind Obsession      | 2005          |
| Darkest Night        | 2005          |
| Fragile Pain         | 2005          |
| I Feel U             | 2005          |
| Enslaved             | 2004          |
| Promise Me Forever   | 2004          |
| Emotional Crack      | 2003          |
| Jezebel              | 1994          |

### Với vai trò đạo diễn
| Tên phim        | Năm phát hành |
| --------------- | ------------- |
| Champagne       | 2014          |
| Code of Silence | 2015          |